# Margaret E. Knight
Margaret E. Knight, född 14 februari 1838 i York, Maine, död 12 oktober 1914, var en amerikansk uppfinnare. Hon har kallats 1800-talets mest kända kvinnliga uppfinnare. Hon uppfann bland annat en maskin som vek och limmade den flata bottnen i papperspåsar med fyrkantig botten. Charles Annan stal hennes design och sökte eget patent. Han påstås ha sagt att en sådan maskin kan inte en kvinna ha kommit på, men Margaret E. Knight vann patentstriden 1871. Hon startade the Eastern Paper Bag Comany 1870.
Dessutom hade hon 87 patent för diverse olika saker; flera anordningar med roterande motorer mellan 1902 och 1915, en fönsterram 1894, och ett skydd att ha över klänningar och andra klädesplagg, 1883.

## Patent
Några av de patent som Margaret E. Knight hade syns nedan.

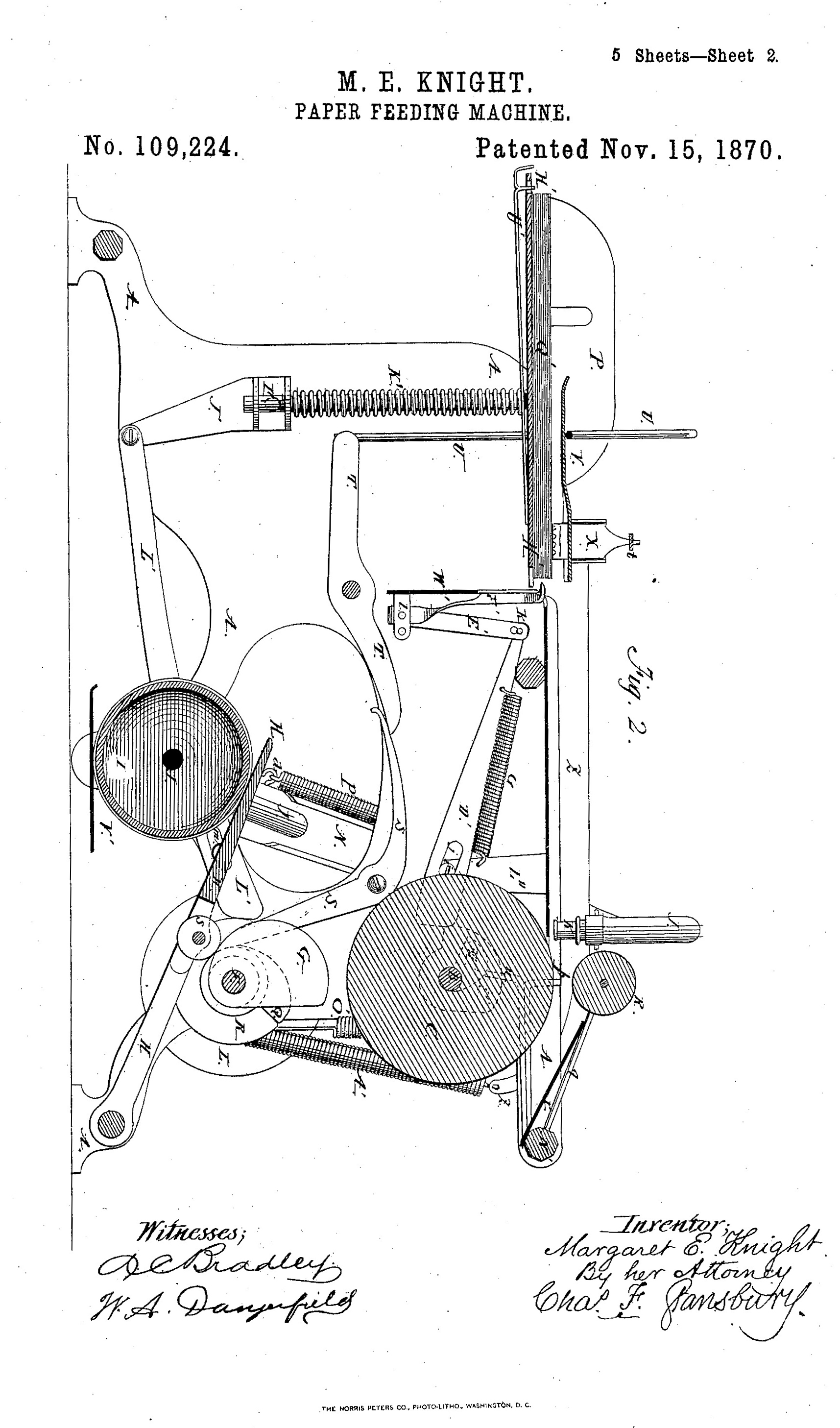
Förbättring av pappersmatarmaskiner, 1870
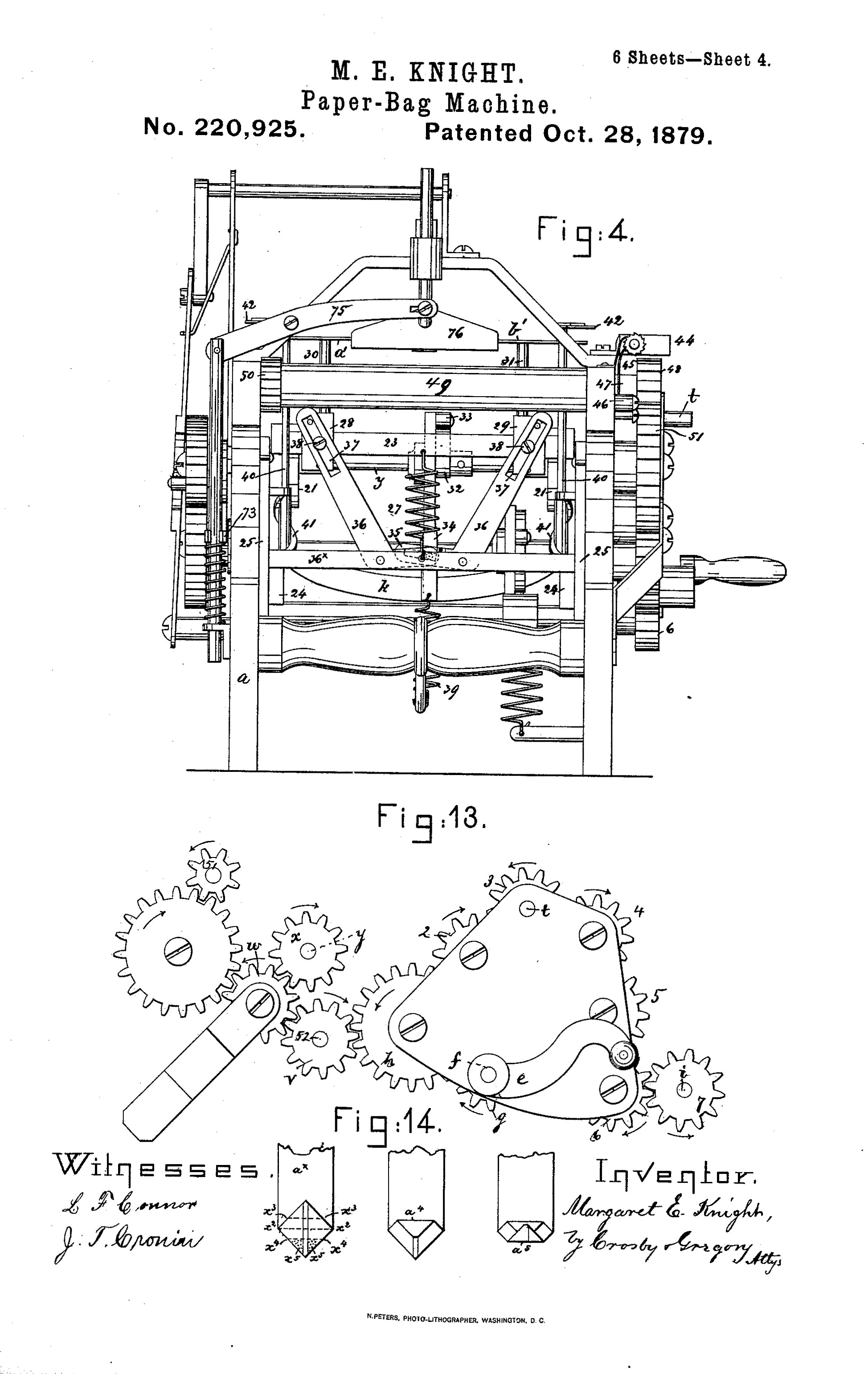
Förbättring av maskin för papperspåsar, 1879
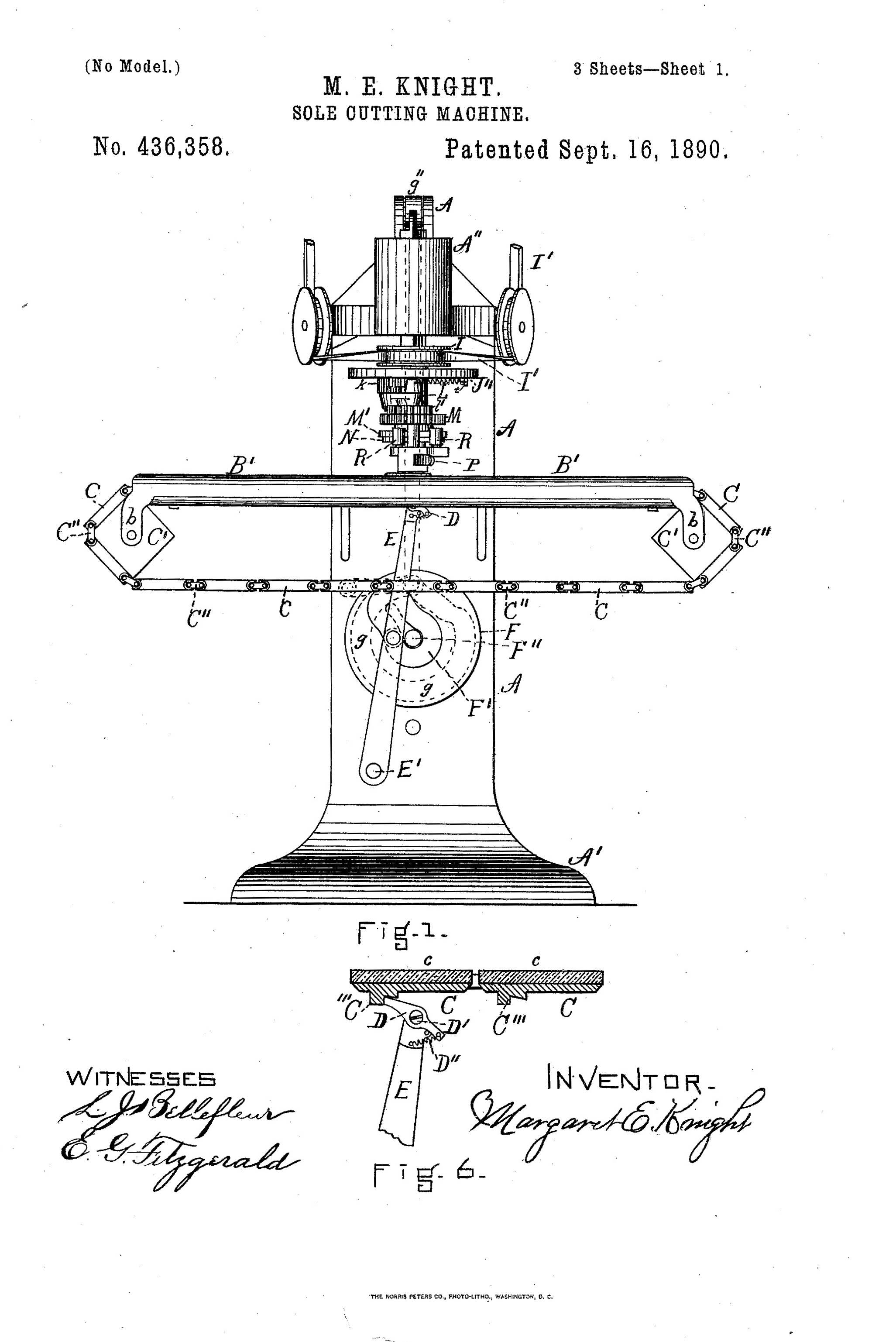
Maskin för tillskärning av sulor, 1890
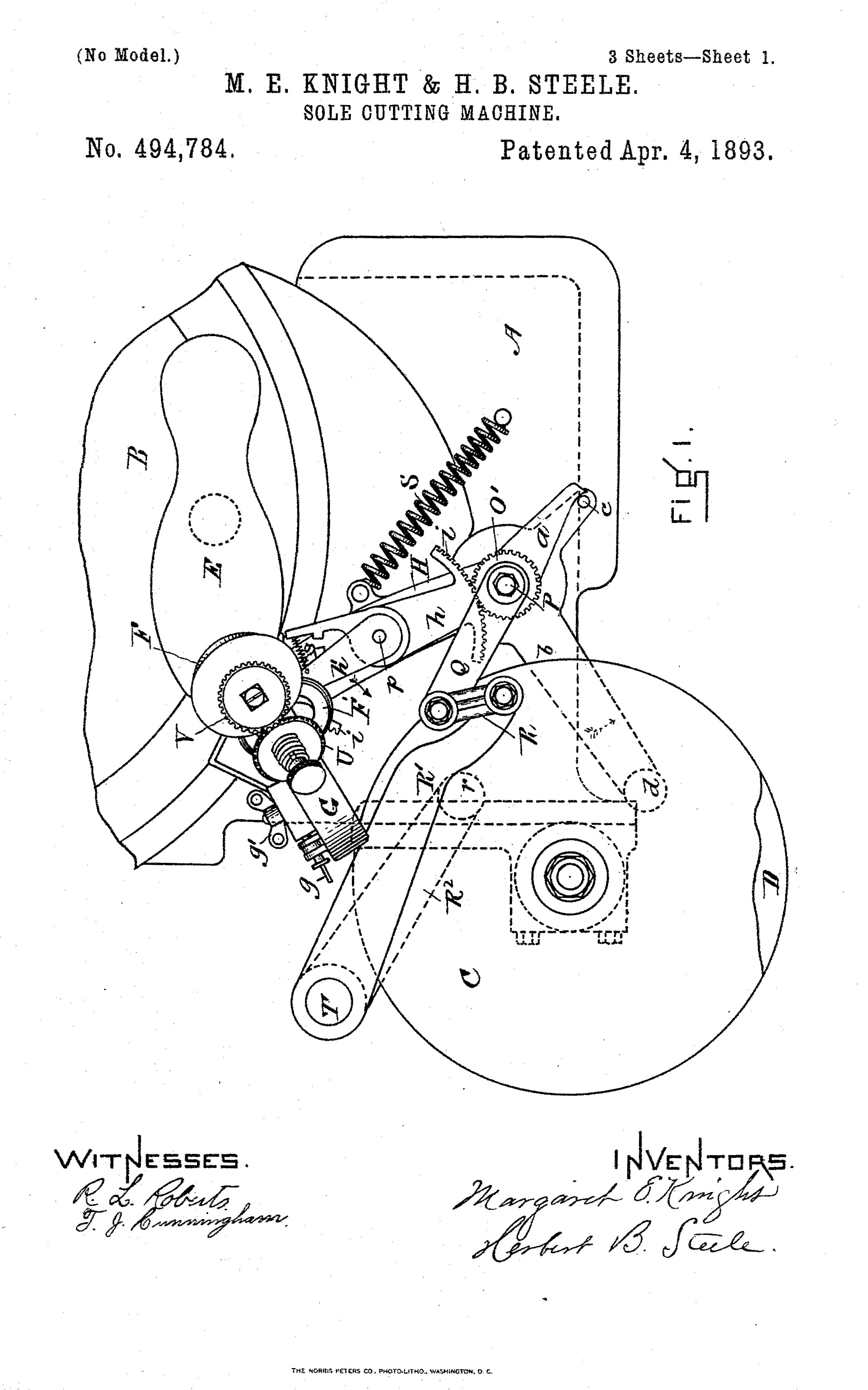
Maskin för tillskärning av sulor, 1893
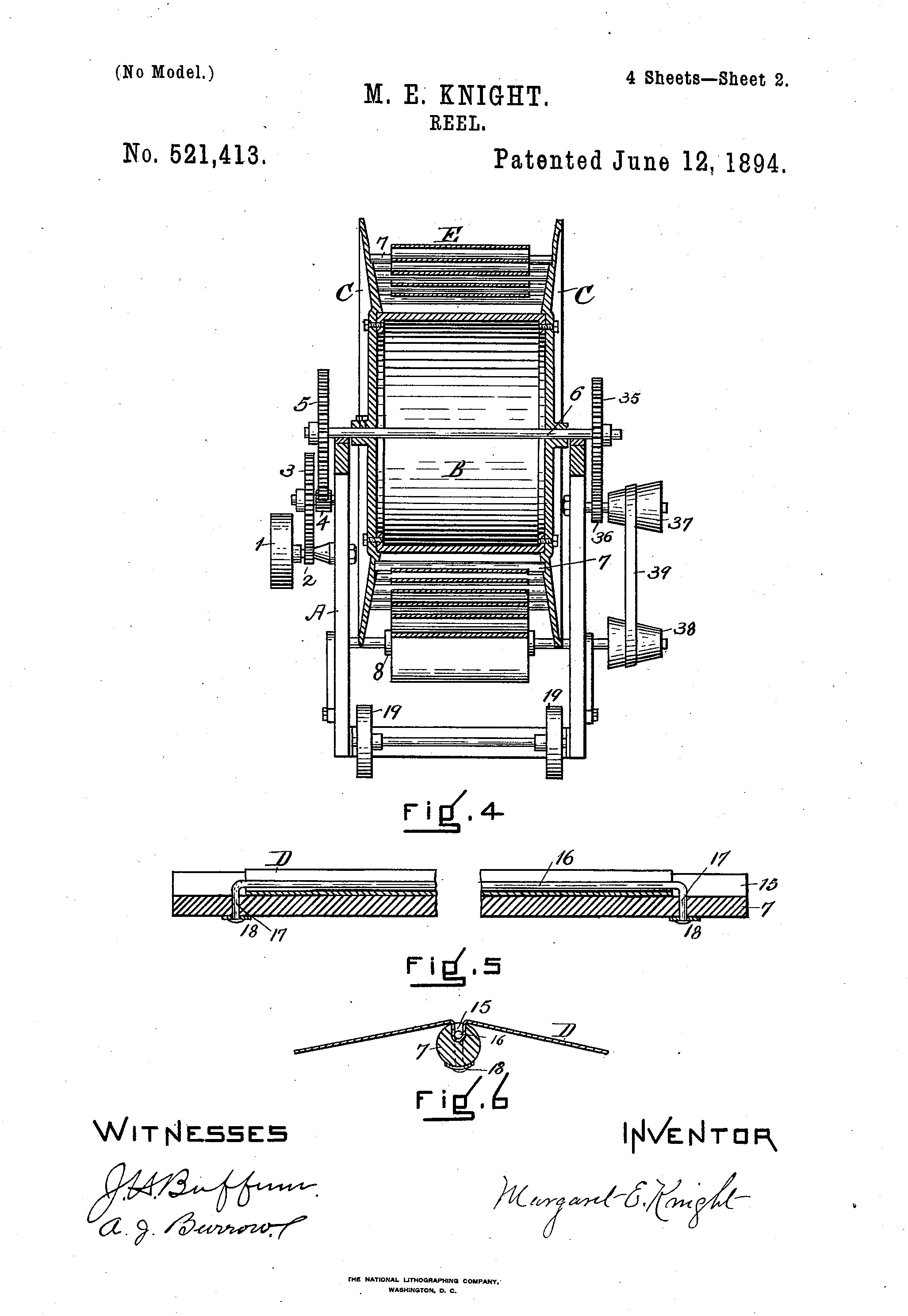
Spole, 1894
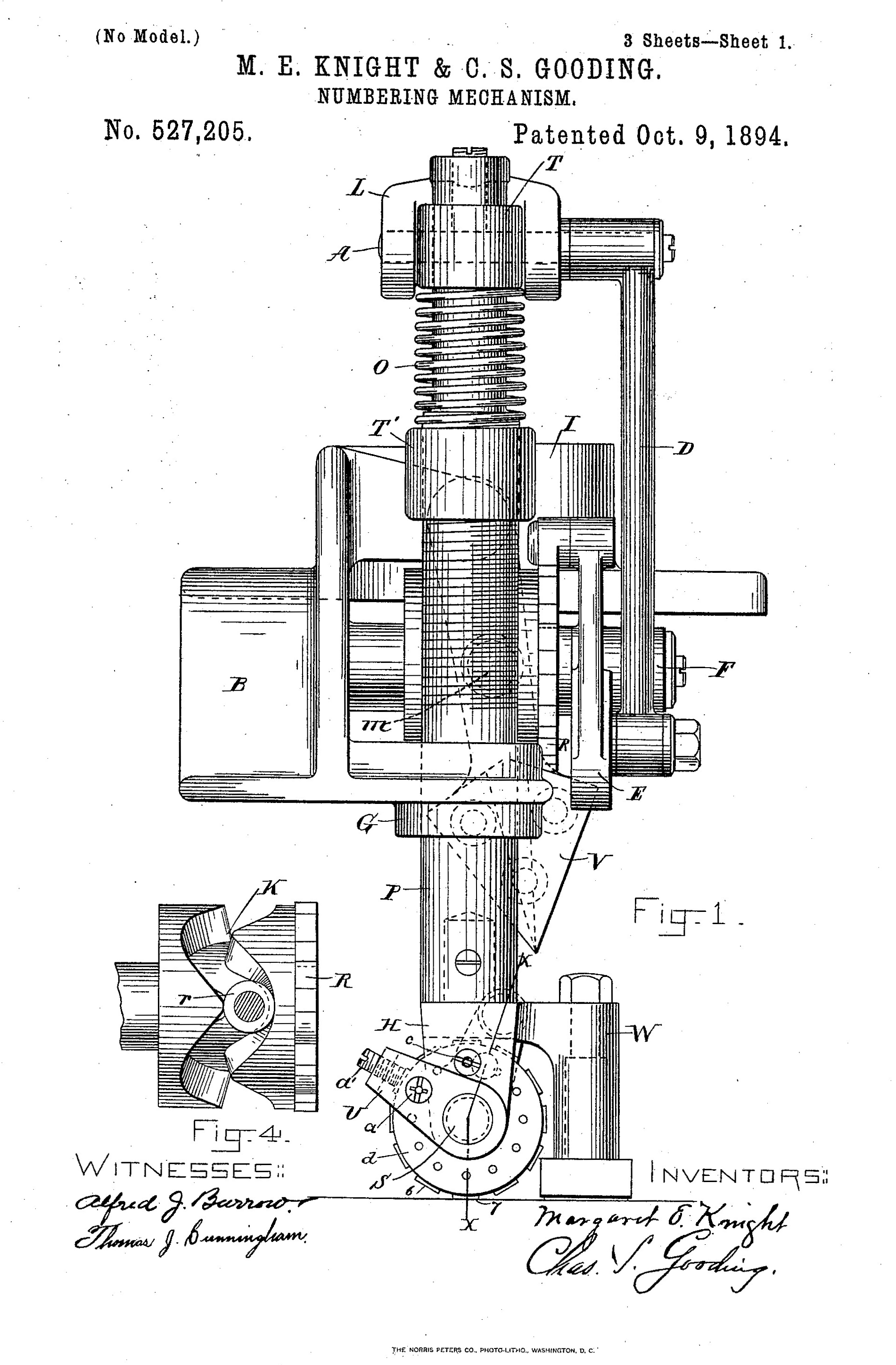
Numreringsmekanism, 1894
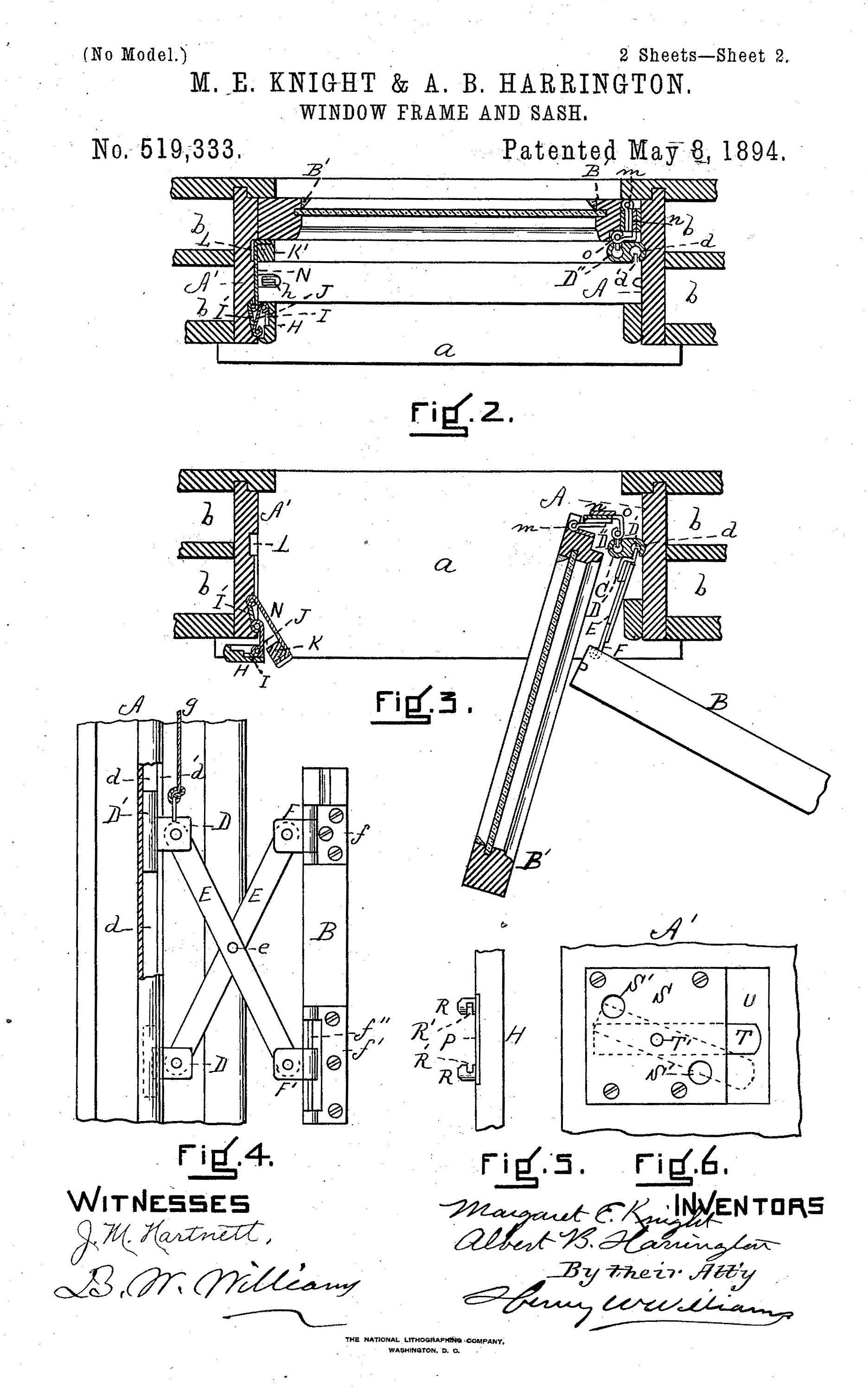
Fönsterram, 1894
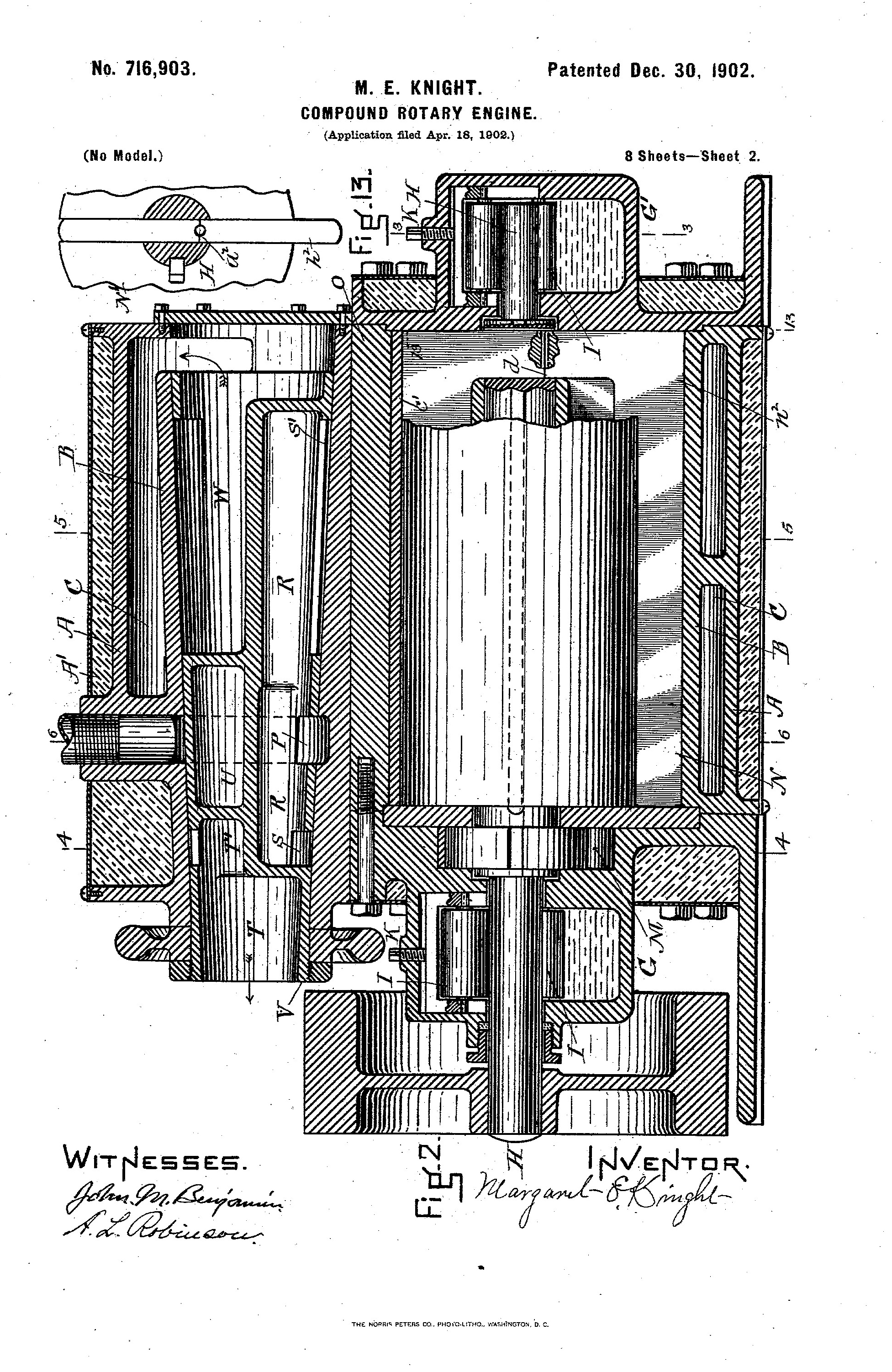
Sammansatt roterande motor, 1902
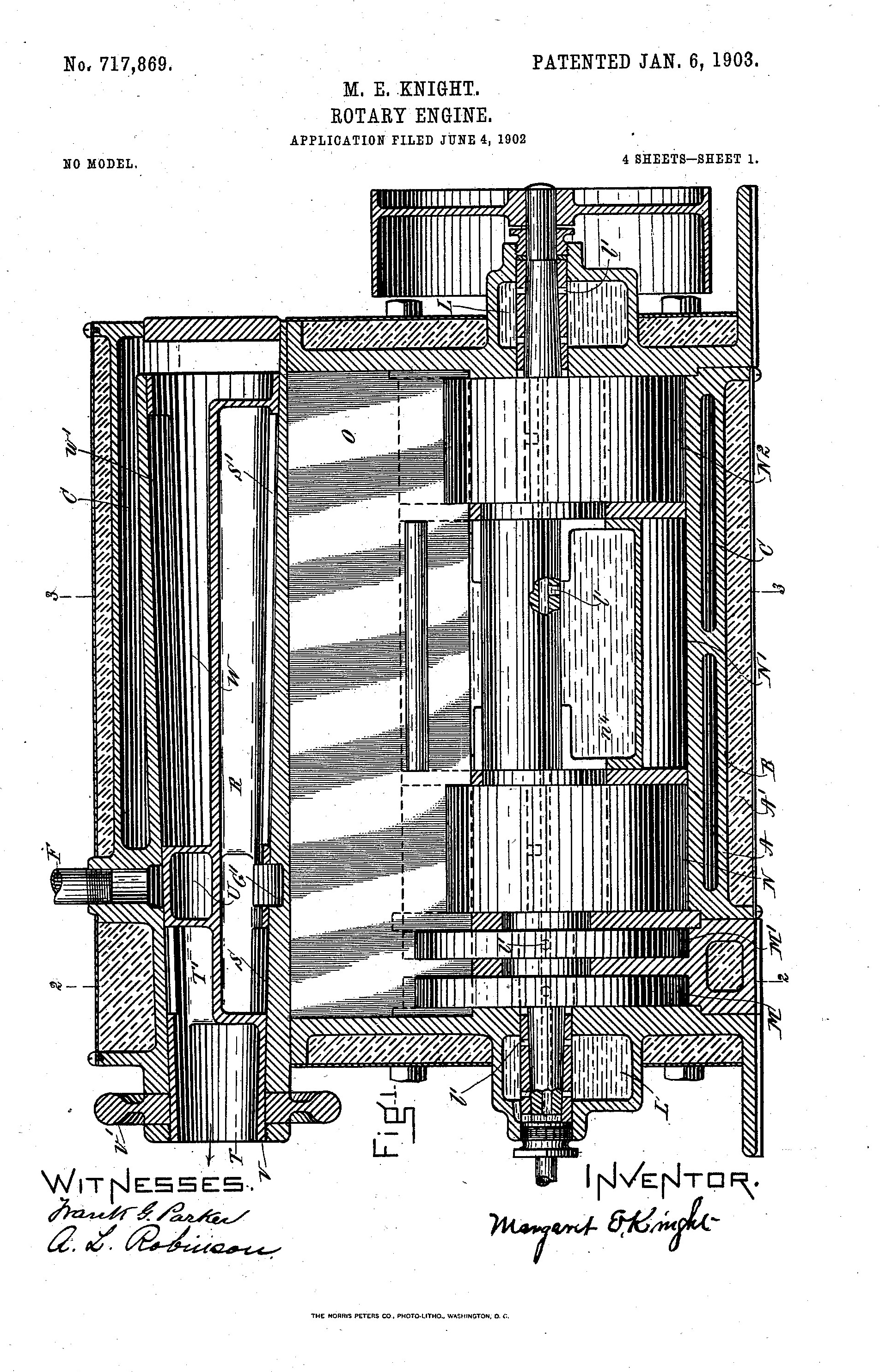
Roterande motor, 1902
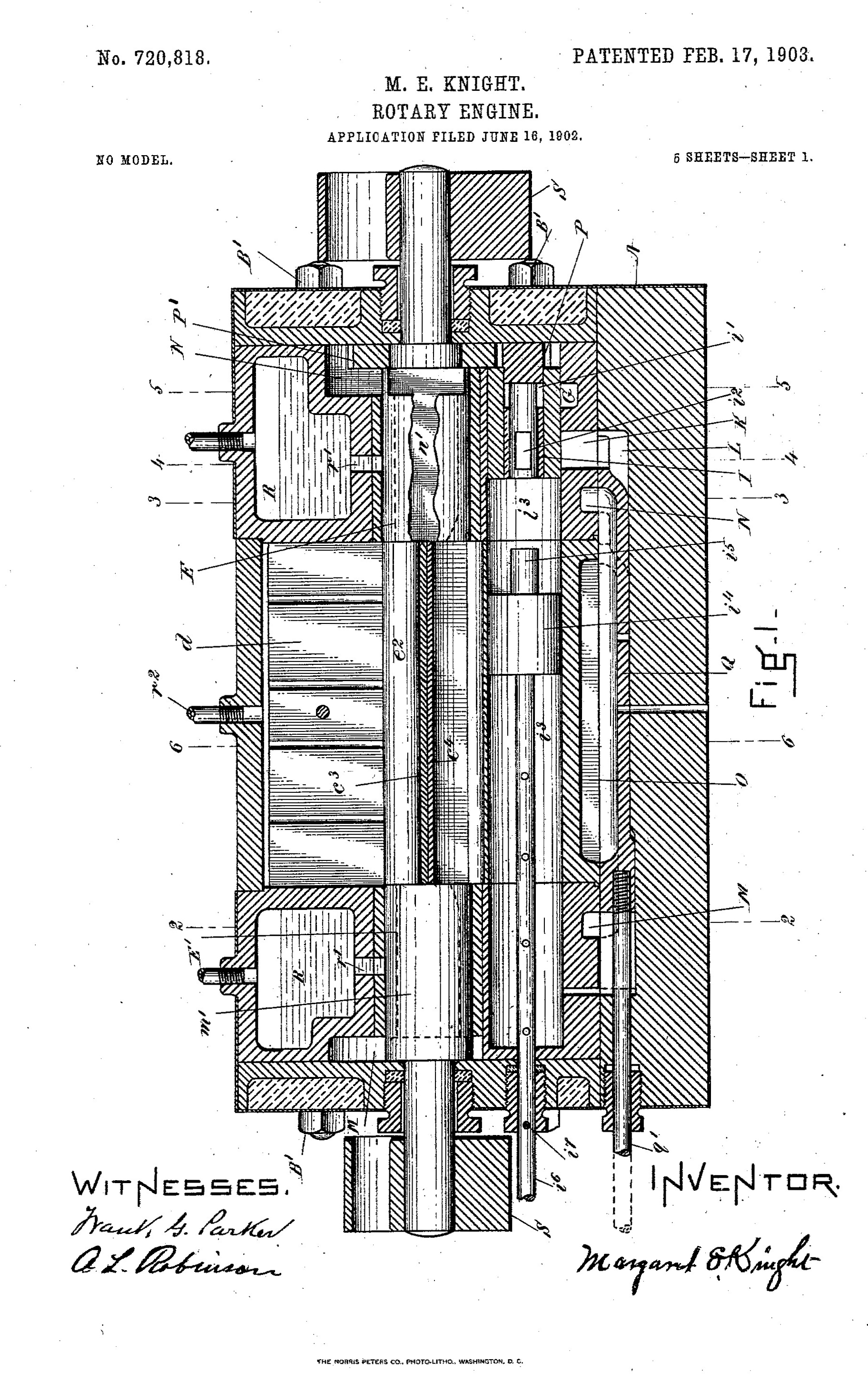
Roterande motor, 1902
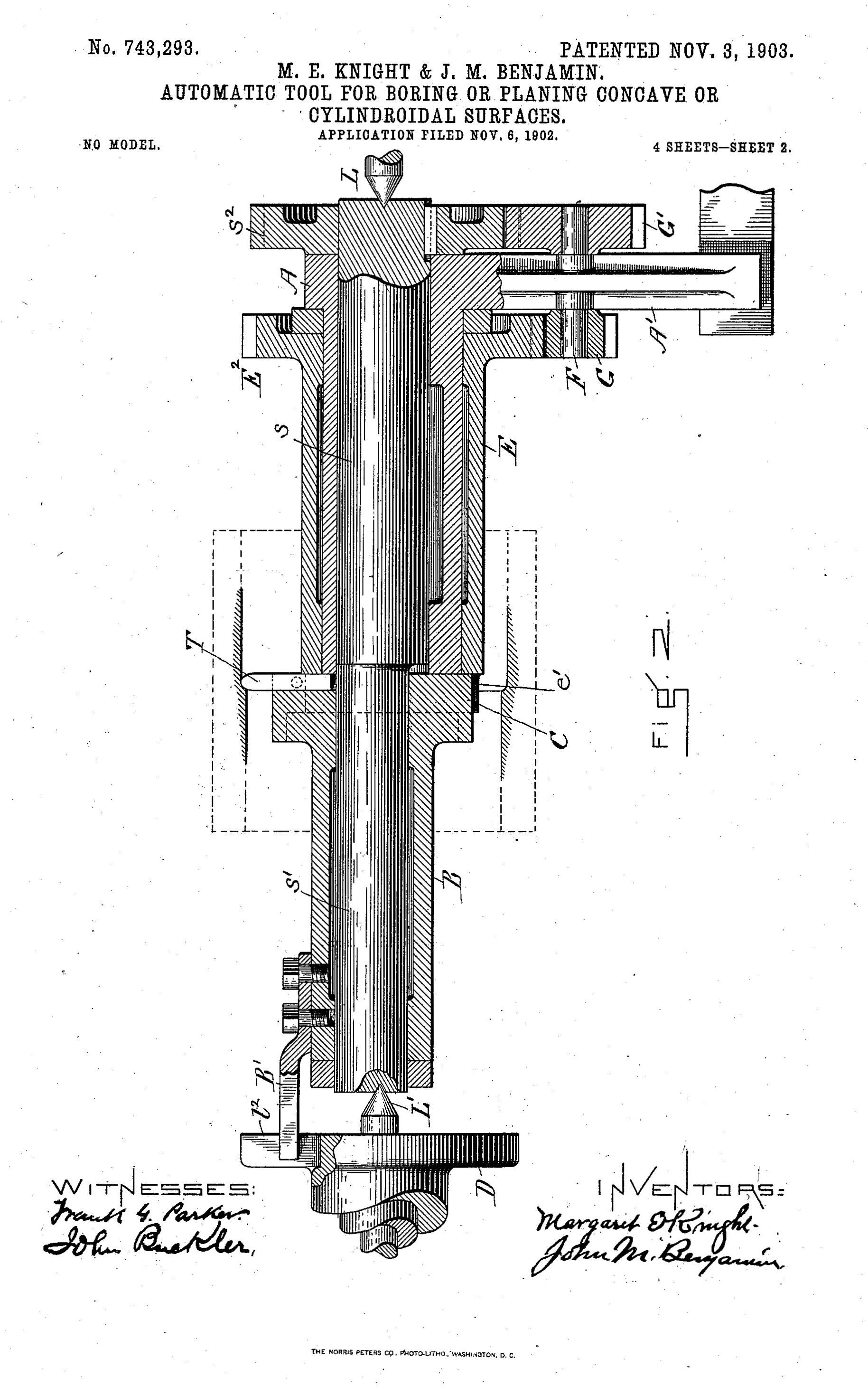
Automatiskt verktyg för att borra eller forma konkava eller cylindriska ytor, 1903
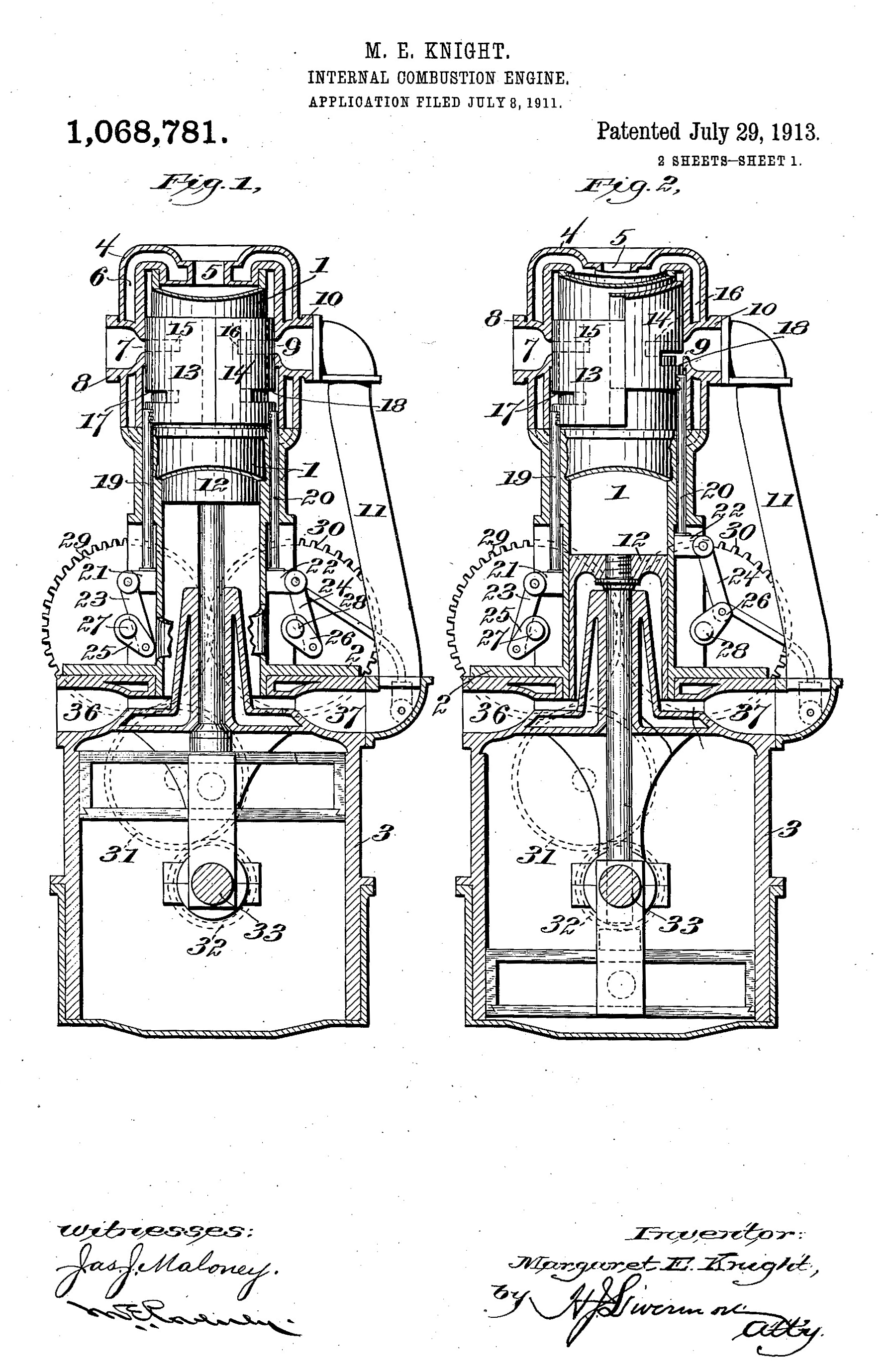
Förbränningsmotor, 1913